# Человек из Аламо
«Челове́к из А́ламо» (англ. The Man from the Alamo) — американский фильм 1953 года о событиях после битвы за Аламо, произошедшей в феврале-марте 1836 года, во время Техасской революции.
Фильма-попытка реабилитации одного из защитников крепости Аламо — Луиса «Мозеса» Роуза, и снять с его имени клеймо труса. В кинокартине образ Роуза заменён вымышленным персонажем по имени Джон Страуд.

## Сюжет
В крепости Аламо кипит битва. Идут последние дни её обороны. Гарнизон понимает, что он скорее всего обречён. Несколько односельчан решают бросить жребий, чтобы отправить в родное село из форта хотя бы одного человека, который бы защитил оставшиеся там семьи, детей и жён своих соратников. Выбор пал на Джона Страуда. В тот же вечер, полковник Тревис, командующий техасскими войсками в Аламо, на всеобщем построении, объяснив сложившуюся ситуацию, предлагает сделать выбор — остаться с ним в крепости и умереть в бою с мексиканцами или покинуть её. Все кроме Страуда остаются.
Он возвращается к себе на ранчо, но оно разрушено, как и вся деревня, а жители перебиты. Там он встречает соседского мальчишку-мексиканца Карлоса, который также потерял своих родителей в этой карательной акции, совершённой по его словам вовсе не мексиканцами, а переодетыми в них американцами. Он приводит Страуда на свежую могилу его жены и ребёнка. Убитый горем бывший защитник Аламо берётся сопроводить Карлоса до ближайшего городка, Франклина, затем чтобы передать его там кому-нибудь на попечительство.
Во Франклине в страхе перед наступающей мексиканской армией идёт эвакуация населения. Собирают фургоны, грузят в них имущество, всё мужское население готовится дать отпор захватчикам. Караван повозок с женщинами, детьми и имуществом возглавляет однорукий Джон Кэйдж. К нему и обращается Страуд с просьбой о Карлосе. Собравшиеся вокруг жители соглашаются помочь Карлосу, однако узнав о том, что Страуд бежал из Аламо, бросив своих товарищей, обвиняют его в трусости и требуют, чтобы он немедленно убирался из города. И без того подавленный Страуд удаляется без лишних объяснений и оправданий. Он хочет побыстрей вернуться на войну. В этот момент, из ближайшего салуна, с криками и выстрелами вываливается пара разбойников. Одному удаётся ускакать на лошади, второго схватывают местные жители. Карлос опознаёт в нём одного из карателей уничтоживших деревню Страуда, о чём ему и сообщает. Его планы сразу же меняются. Пользуясь неприязнью к себе жителей Франклина, он провоцирует с ними конфликт, и отправляется за решётку вслед за разбойником.
Там он разбойнику изъявляет желание влиться в его банду. Тот обещает этому содействовать и говорит, что в скором времени их освободят. Между тем, взбешённые присутствием в городе «труса и предателя» Страуда, жители Франклина врываются в тюрьму и пытаются учинить над ним самосуд. Волокут его на виселицу и в этот миг банда разбойников совершает налёт на город с тем, чтобы отбить своего приятеля из тюрьмы. Что и происходит. Они вместе со Страудом бегут в горы.
Убедившись в его смелости, бандиты соглашаются принять его в свои ряды. Затем главарь посвящает всех в план следующей операции. Суть её сводится к ограблению незащищённого каравана повозок из Франклина, в котором среди прочего едет вся касса франклинского банка.
Здесь и проявляется двойная игра Страуда. На переправе он помогает женщинам и однорукому Кейджу организовать оборону фургонов и отбить нападение бандитов. Сам же лично расправляется с оставшимися разбойниками и их главарём.
Он отомщён, его доброе имя восстановлено, но он снова едет на войну за независимость родного Техаса. На этом фильм заканчивается.

## В ролях
- Гленн Форд — Джон Страуд
- Джули Адамс — Бэт Андерс (в титрах указана как Джулия Адамс)
- Чилл Уиллс — Джон Кэйдж
- Хью О'Брайан — лейтенант Ламар
- Виктор Джори — Джесс Уэйд
- Невилл Брэнд — Доуз
- Джон Дахайм — Кэвиш (в титрах указан как Джон Дэй)
- Ма́йра Марш — Ма Андерс
- Джинн Купер — Кейт Ламар
- Марк Кейвелл — Карлос
- Эдвард Норрис — Мэйпс
- Гай Уильямс — сержант МакКаули

В титрах не указаны
- Фрэнк Уилкокс — техасский патриот на собрании
- Хелен Гибсон — женщина в караване повозок

## Награды
Список наград и номинаций приведён в соответствии с данными IMDb.
| Год  | Премия           | Номинация              | Награждённый                                                  |
| ---- | ---------------- | ---------------------- | ------------------------------------------------------------- |
| 1954 | «Золотой глобус» | Лучший новичок (актёр) | Хью О'Брайан (совместно с Стивом Форрестом и Ричардом Иганом) |